# معركة بانوكبورن

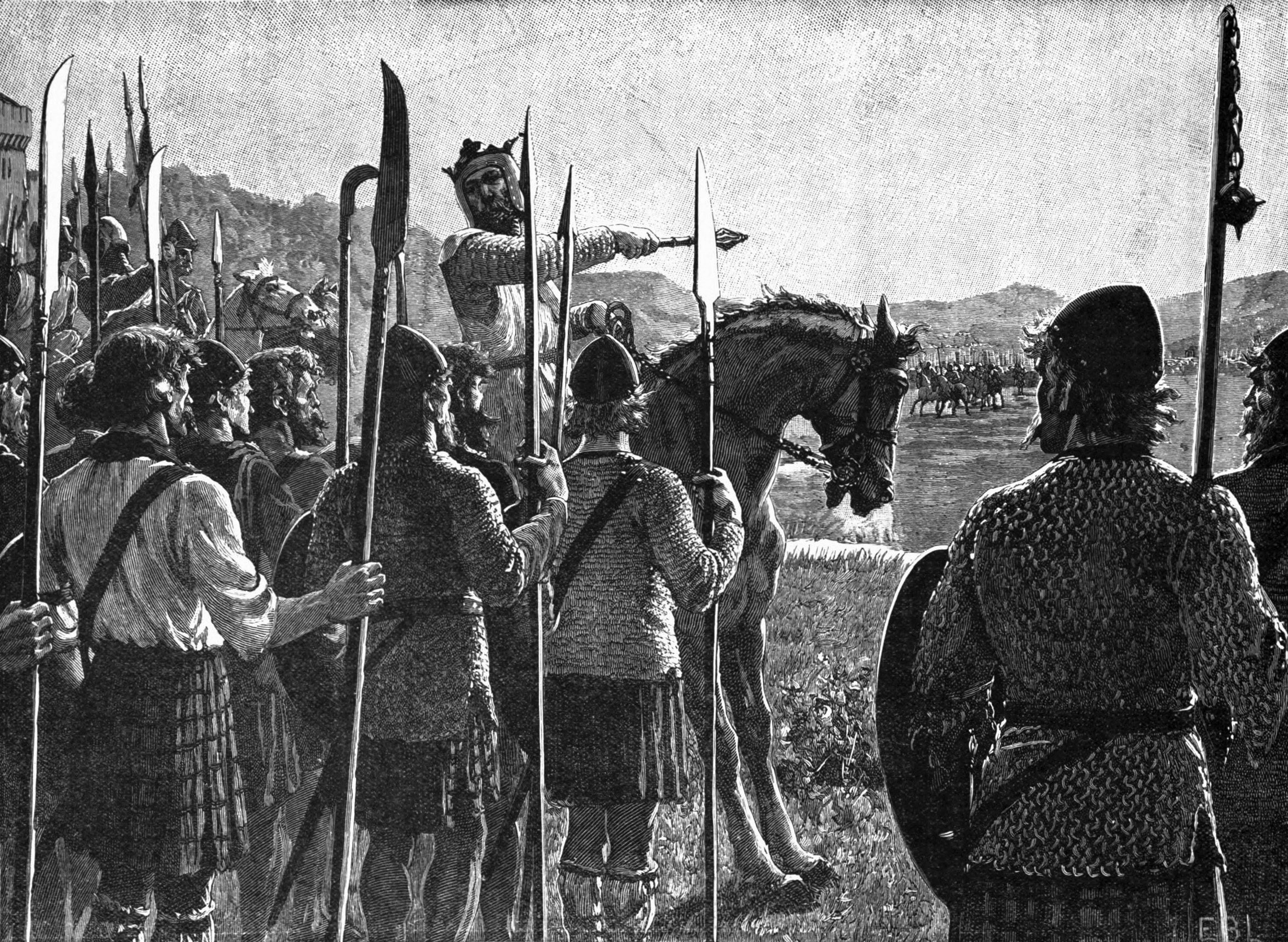

معركة بانوكبورن (بالغيلية الإسكتلندية: Blàr Allt nam Bànag) في 23 و24 يونيو عام 1314 كانت انتصارًا لجيش روبرت البروس ملك إسكتلندا على جيش إدوارد الثاني ملك إنجلترا في حرب الاستقلال الإسكتلندية الأولى. مع أنها لم تجلب نصرًا كاملًا في الحرب التي استمرت لأربعة عشر عامًا، فقد كانت علامة مميزة في التاريخ الإسكتلندي.
غزا الملك إدوارد إسكتلندا بعد أن طالب بروس في عام 1313 باستمرار جميع المؤيدين بولائهم لملك إسكتلندا جون باليول المعزول ومطالبتهم ببروس مَلكًا لهم، أو أن يفقدوا أرضهم. كانت قلعة ستيرلنغ، وهي حصن ملكي إسكتلندي احتله الإنجليز، محاصرة من قبل الإسكتلنديين. جمع الملك إدوارد قوة جرارة من الجنود من أنحاء إنجلترا، وأيرلندا، وويلز لفك حصار الجيش الأكبر على الإطلاق لغزو إسكتلندا. فشل هذا المسعى عندما وجد طريقه مسدودًا من قبل جيش صغير يقوده بروس.
الجيش الإسكتلندي كان قد انقسم إلى ثلاثة مجاميع: المدرعون بقيادة بروس، شقيقه إدوارد بروس وابن أخيه إيرل موراي. بعد أن قتل روبرت بروس السير هينري دي بون في أول يوم من المعركة، أُجبر الإنجليز على التراجع ليلًا. انشق السير ألكسندر سيتون، أحد النبلاء الإسكتلنديين الذين خدموا في جيش إدوارد، إلى الجانب الإسكتلندي، وأخبرهم بموقع معسكر الإنجليز وانخفاض المعنويات في صفوفهم. قرر روبرت بروس البدء بهجوم كامل على القوات الإنجليزية، واستخدام وحداته المدرعة (الشيلترونات) مجددًا وحداتٍ هجوميةً، وهي إستراتيجية لسلفه وليام ولاس لم تُستخدم قط.
هُزم الجيش الإنجليزي في معركة شرسة أسفرت عن مقتل العديد من القادة المرموقين بمن فيهم إيرل غلوستر والسير روبرت كليفورد، وقبُض على آخرين.
النصر ضد الإنجليز في بانوكبورن من أشهر الأحداث في التاريخ الإسكتلندي، واحتُفل بها في الشعر والفن لعدة قرون. يدير الصندوق الوطني الإسكتلندي مركز الزيارة في بانوكبورن والذي عرف سابقًا باسم مركز التراث في بانوكبورن. مع أن موقع المعركة غير دقيق، شُيّد نصب تذكاري في المنطقة في حقل فوق موقع محتمل للمعركة، لكي تعتقد الأطراف المتنازعة أنهم خيموا بالقرب من تمثال روبرت بروس الذي صممه بيلكينغتون جاكسون. يُعدّ النصب التذكاري، بالإضافة إلى مركز الزوار الإسكتلندي المرتبط به، أحد أشهر الأماكن التي تجذب السياح في هذه المنطقة.

## خلفية
بدأت حروب الاستقلال الإسكتلندية بين إنجلترا وإسكتلندا في عام 1296 ونجح الإنجليز في البداية بقيادة إدوارد الأول بالانتصار في معركة دنبار (1296) وفي معركة الاستيلاء على بيرويك (1296). كانت الإطاحة بجون باليول من العرش الإسكتلندي نجاحًا للإنجليز أيضًا. انتصر الإسكتلنديون على الإنجليز في معركة جسر ستيرلنغ عام 1297، تلا ذلك نصر إدوارد الأول في معركة فالكريك (1298)، وفي عام 1304، هُزم الإسكتلنديون، لكن روبرت بروس استولى على العرش في عام 1306 وعادت الحرب مجددًا.
بعد موت إدوارد الأول، تولّى ابنه إدوارد الثاني العرش في عام 1307، لكنه لم يكن قادرًا على إظهار قيادة حازمة كتلك التي أظهرها والده وأصبح موقف الإنجليز أكثر صعوبة.
في عام 1313، طالب بروس جميع أنصار باليول المتبقين بالولاء عن طريق تهديديهم بفقدان أرضهم، واستسلام القوات الإنجليزية التي كانت تحاصر قلعة ستيرلنغ. كانت القلعة واحدة من أهم القلاع بحيازة الإنجليز، إذ كانت تسيطر على الطريق الشمالي للمرتفعات الإسكتلندية. كانت محاصرةً في عام 1314 من قبل شقيق روبرت بروس الأصغر، إدوراد بروس، وكان قد وضع اتفاقًا ينص على إمكانية استسلام القلعة للإسكتلنديين ما لم يُرفع الحصار بغضون منتصف الصيف.
لم يتجاهل الإنجليز هذا التحدي واستعدوا وتسلحوا لحملة كبيرة. من المعروف أن إدوارد الثاني طلب 2,000 من المشاة المدرعين بشدة و25,000 من جنود المشاة، بعض منهم كان مسلحًا بقوس طويل من جميع أنحاء أيرلندا وويلز، وقُدّر أن القوات الفعلية التي وصلت لم تتجاوز نصف العدد المطلوب، لكن الجيش الإنجليزي كان لا يزال الأكبر على الإطلاق آنذاك لاحتلال إسكتلندا. بلغ عدد القوات الإسكتلندية نحو 6,000 رجل، كان من ضمنهم ما لا يقل عن 500 قوة مشاة. خلافًا للجيش الإنجليزي، كان من المحتمل أن جنود المشاة الإسكتلنديين غير مجهزين لتعبئة خطوط العدو، وجُهّزوا فقط للمناوشات والاستطلاع. كان أغلب المشاة الإسكتلنديين مسلحين بالفؤوس، والسيوف، والحراب، ومن ضمنهم القليل من رماة السهام.
كانت المميزات العددية الدقيقة للقوات الإنجليزية غير معروفة مقارنة مع القوات الإسكتلندية، لكن الباحثين الحديثين يقدّرون أن حجم القوات الإسكتلندية يتراوح من مرة ونصف إلى مرتين أو ثلاثة مرات من حجم القوات الإنجليزية.

## التجهيز
كان إدوارد الثاني ومستشاريه مدركين للأماكن التي يحُتمل مواجهة الإسكتلنديين فيها، وأرسلوا أوامر للعساكر بالتجهز للعدو الموجود في منطقة موحلة بالقرب من نهر فورث قرب ستيرلنغ. بدا أن الإنجليز قد تقدموا في أربعة فرق، بينما تقدم الإسكتلنديون في ثلاثة فرق عُرفت باسم «المدرعون»، وهي مربعات دفاعية من الجنود مع حرابهم. قاد ثوماس راندولف، إيرل موراي الأول الطليعة الإسكتلندية التي كانت متمركزة على بعد ميل تقريبًا من جنوب ستيرلنغ بالقرب من كنيسة القديس نينيان، بينما قاد الملك المؤخرة عند مدخل نيو بارك. قاد شقيق إدوارد الجزء الثالث من الجيش. وفقًا لباربور كان هناك قسم رابع تحت قيادة الشاب والتر البطل اسميًا، لكنه كان تحت قيادة السير جيمس دوغلاس فعليًا. استخدم النشابة الإسكتلنديون أقواسًا طويلة مصنوعة من خشب الطقسوس، ومع أنها لم تكن أضعف أو أدنى من الأقواس الطويلة الإنجليزية، كان هناك القليل من النشابة الإسكتلنديين، من المحتمل أنهم 500 واحد فقط. لعب هؤلاء النشابة دورًا صغيرًا في المعركة. هناك أدلة مباشرة في قصيدة كتبها الراهب الكرملي الأسير روبرت باستون بعد المعركة مباشرة، مفادها أن أحد الطرفين أو كليهما قد استخدم القاذفين ورماة الأقواس المستعرضة.

## وصلات خارجية
- The Battle of Bannockburn 700th Anniversary Project
- Battle of Bannockburn on Medieval Archives Podcast
- BBC "In our time" discussion on the battle and its consequences